# Tunesisches Heer
Das Tunesische Heer (arabisch جيش البر التونسي Jaîsh el-Barr et'Tunsi, französisch Armée de terre tunisienne) ist die Landstreitmacht der Streitkräfte der Tunesischen Republik, es hat eine Stärke von etwa 27.000 Soldaten.

## Gliederung

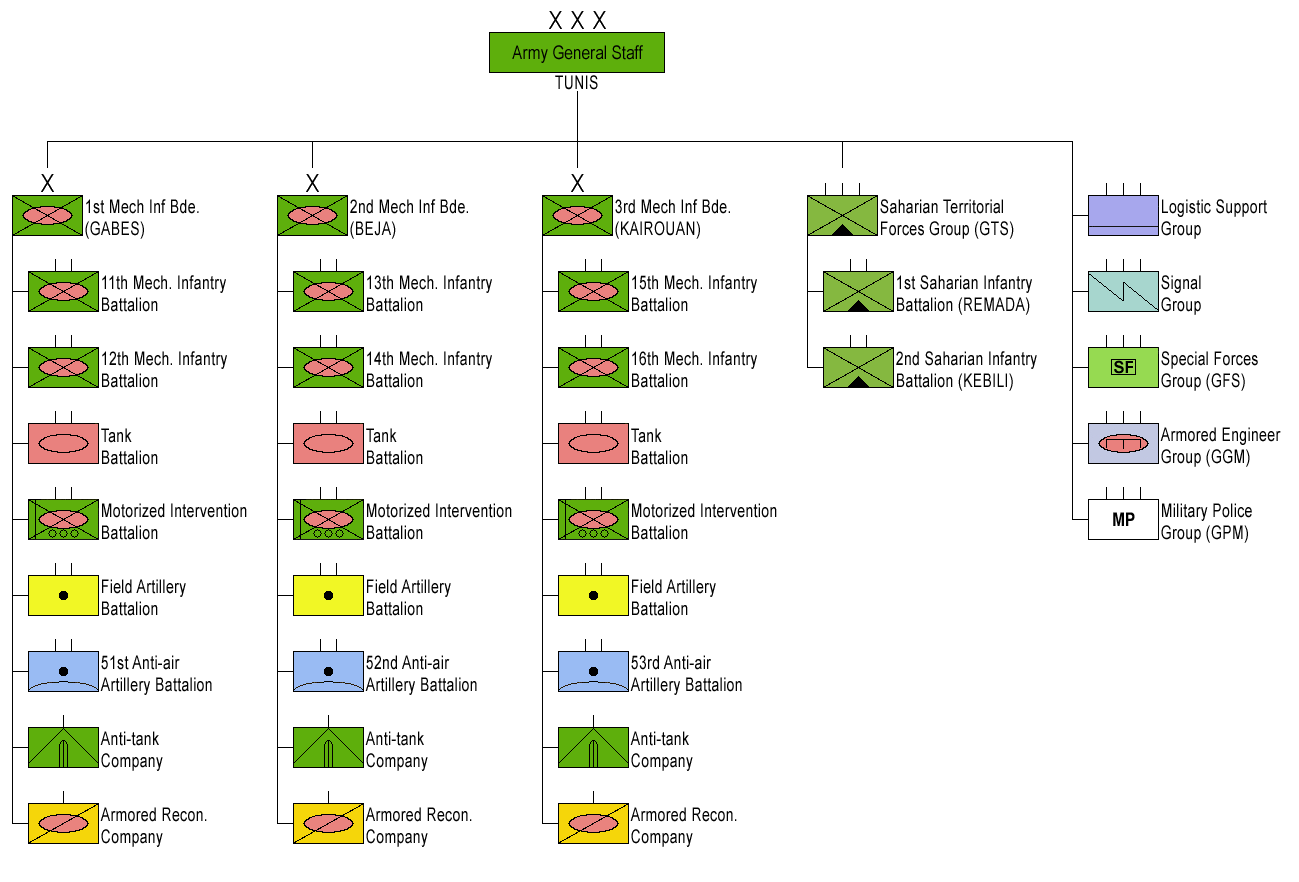
Gliederung des tunesischen Heeres (Stand: 2020)

Das 27.000 Soldaten (davon 22.000 Wehrpflichtige) starke Heer gliedert sich in drei Brigaden Mechanisierter Infanterie und Unterstützungskräfte.
- 1. Mechanisierte Infanteriebrigade (Gabès)
  - 11. Mechanisierte Infanteriebataillon
  - 12. Mechanisierte Infanteriebataillon
  - Panzerbataillion
  - Intervention-Bataillion
  - Feld-Artilleriebataillion
  - 51. Flugabwehrbataillion
  - Aufklärungskompanie
  - Panzerabwehr-Kompanie
- 2. Mechanisierte Infanteriebrigade (Beja)
  - 13. Mechanisierte Infanteriebataillon
  - 14. Mechanisierte Infanteriebataillon
  - Panzerbataillion
  - Intervention-Bataillion
  - Feld-Artilleriebataillion
  - 52. Flugabwehrbataillion
  - Aufklärungskompanie
  - Panzerabwehr-Kompanie
- 3. Mechanisierte Infanteriebrigade (Kairouan)
  - 15. Mechanisierte Infanteriebataillon
  - 16. Mechanisierte Infanteriebataillon
  - Panzerbataillion
  - Intervention-Bataillion
  - Feld-Artilleriebataillion
  - 53. Flugabwehrbataillion
  - Aufklärungskompanie
  - Panzerabwehr-Kompanie
- Saharian Territory Forces Group
  - 1. Sahara-Bataillion
  - 2. Sahara-Bataillion
- Logistik-Gruppe
- Fernmelde-Gruppe
- Spezialeinsatzkräfte-Gruppe
- Pionier-Gruppe
- Militärpolizei-Gruppe

## Ausrüstung
Dem Tunesischen Heer steht folgende Ausrüstung zur Verfügung.

### Fahrzeuge

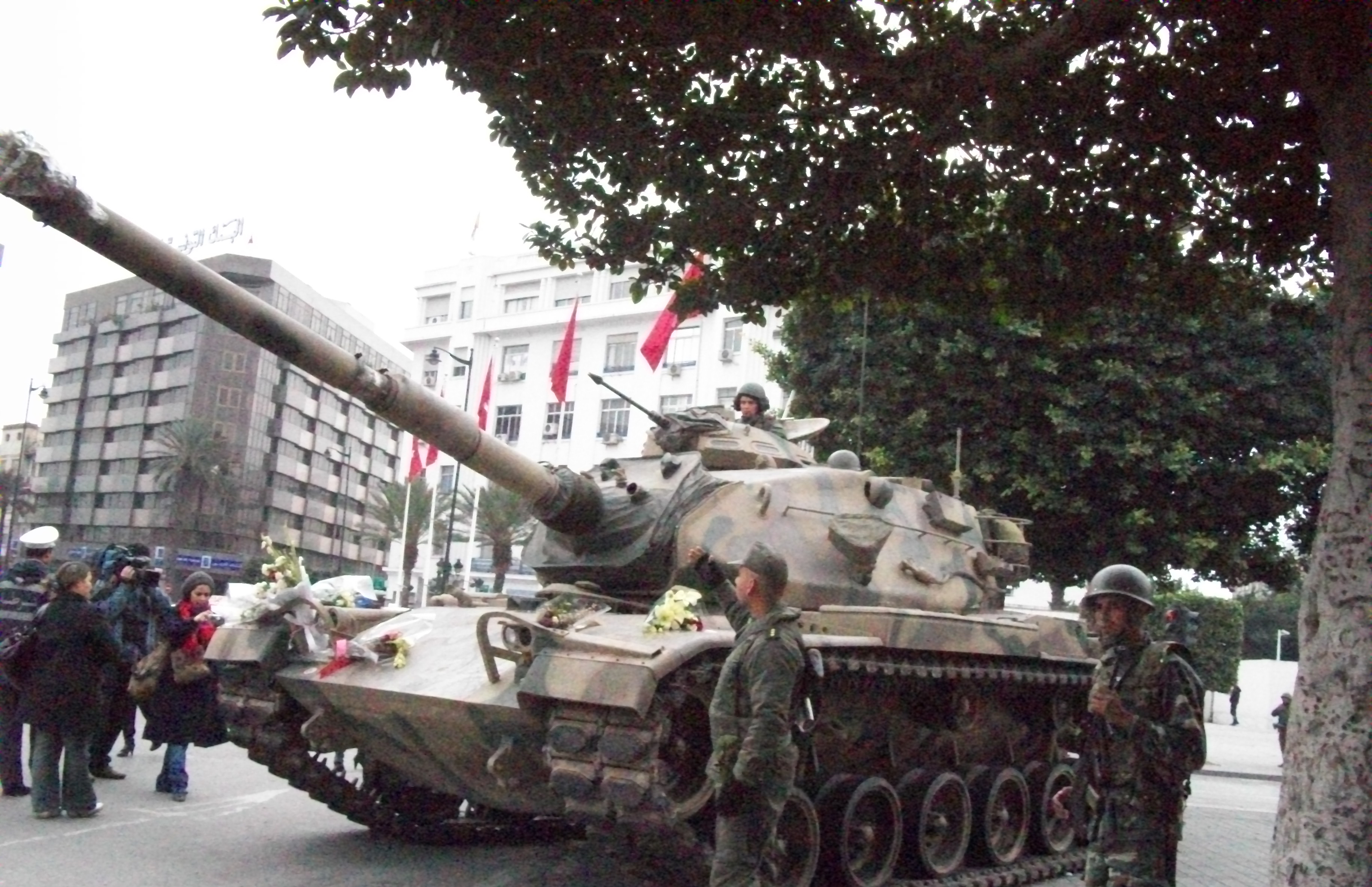
Tunesischer Kampfpanzer M60

| Typ            | Herkunft               | Funktion                                   | Version             | Anzahl |
| -------------- | ---------------------- | ------------------------------------------ | ------------------- | ------ |
| M60            | Vereinigte Staaten     | Kampfpanzer                                | M60A1 M60A3         | 30 54  |
| Kürassier      | Österreich             | Jagdpanzer                                 |                     | 48     |
| Panhard AML    | Frankreich             | Spähpanzer                                 | AML-90              | 40     |
| Alvis Saladin  | Vereinigtes Königreich | Spähpanzer                                 |                     | 20     |
| M113           | Vereinigte Staaten     | MannschaftstransporterPanzerabwehrfahrzeug | M113 A1 M113 A2M901 | 14035  |
| Fiat 6614      | Italien                | Mannschaftstransporter                     |                     | 110    |
| Bastion Patsas | Frankreich             | Geschütztes Fahrzeug                       |                     | 4      |
| Nurol Ejder    | Türkei                 | Geschütztes Fahrzeug                       |                     | 71     |
| BMC Kirpi      | Türkei                 | Geschütztes Fahrzeug                       |                     | 100+   |
| HMMWV          | Vereinigte Staaten     | Geschütztes Fahrzeug                       | M1165A1             | 500    |
| Greif          | Österreich             | Bergepanzer                                |                     | 5      |
| M88            | Vereinigte Staaten     | Bergepanzer                                |                     | 6      |

### Artillerie
| Typ            | Herkunft           | Kaliber | Funktion     | Version | Anzahl |
| -------------- | ------------------ | ------- | ------------ | ------- | ------ |
| M101           | Vereinigte Staaten | 105 mm  | Haubitze     | A1 A2   | 48     |
| M114           | Vereinigte Staaten | 155 mm  | Haubitze     | A1      | 12     |
| M198           | Vereinigte Staaten | 155 mm  | Haubitze     |         | 55     |
| M106           | Vereinigte Staaten | 107 mm  | Panzermörser |         | 48     |
|                |                    | 81 mm   | Mörser       |         | 95     |
| Thomson-Brandt | Frankreich         | 120 mm  | Mörser       |         | 18     |

### Panzer- und Flugabwehr
| Typ              | Herkunft               | Funktion                | Anzahl |
| ---------------- | ---------------------- | ----------------------- | ------ |
| MILAN            | Deutschland Frankreich | Panzerabwehrlenkwaffe   |        |
| BGM-71 TOW       | Vereinigte Staaten     | Panzerabwehrlenkwaffe   |        |
| FGM-148 Javelin  | Vereinigte Staaten     | Panzerabwehrlenkwaffe   | 184    |
| MIM-72 Chaparral | Vereinigte Staaten     | Flugabwehrraketensystem | 26     |
| Robotsystem 70   | Schweden               | Flugabwehrrakete        |        |
| M42 Duster       | Vereinigte Staaten     | Flugabwehrpanzer        | 12     |
| M55              | Jugoslawien            | Flugabwehrkanone        | 100    |